# 24168 Hexlein
24168 Hexlein è un asteroide della fascia principale. Scoperto nel 1999, presenta un'orbita caratterizzata da un semiasse maggiore pari a 2,4717169 au e da un'eccentricità di 0,1266757, inclinata di 8,42814° rispetto all'eclittica.
L'asteroide è dedicato a Renate Kühnen, amica dello scopritore, attraverso il suo nomignolo.